# Łukasziwka (rejon czernihowski)
Łukasziwka (ukr. Лукашівка) – wieś na Ukrainie, w obwodzie czernihowskim, w rejonie czernihowskim. W 2001 liczyła 472 mieszkańców.